# Kara-Suu
Kara-Suu (kirguís: Кара-Суу, literalmente "agua negra") es una ciudad de Kirguistán, capital del raión homónimo en la provincia de Osh.
Tiene 20 862 habitantes en 2009.
Posee un importante bazar o mercado al por mayor donde se importan productos chinos para el sur del país y los países vecinos de Uzbekistán y Tayikistán.
Se ubica en la frontera con Uzbekistán, a medio camino entre Osh y Jalal-Abad en la carretera que une ambas ciudades a través del territorio uzbeco.